# Joseph Gabler (orguener)

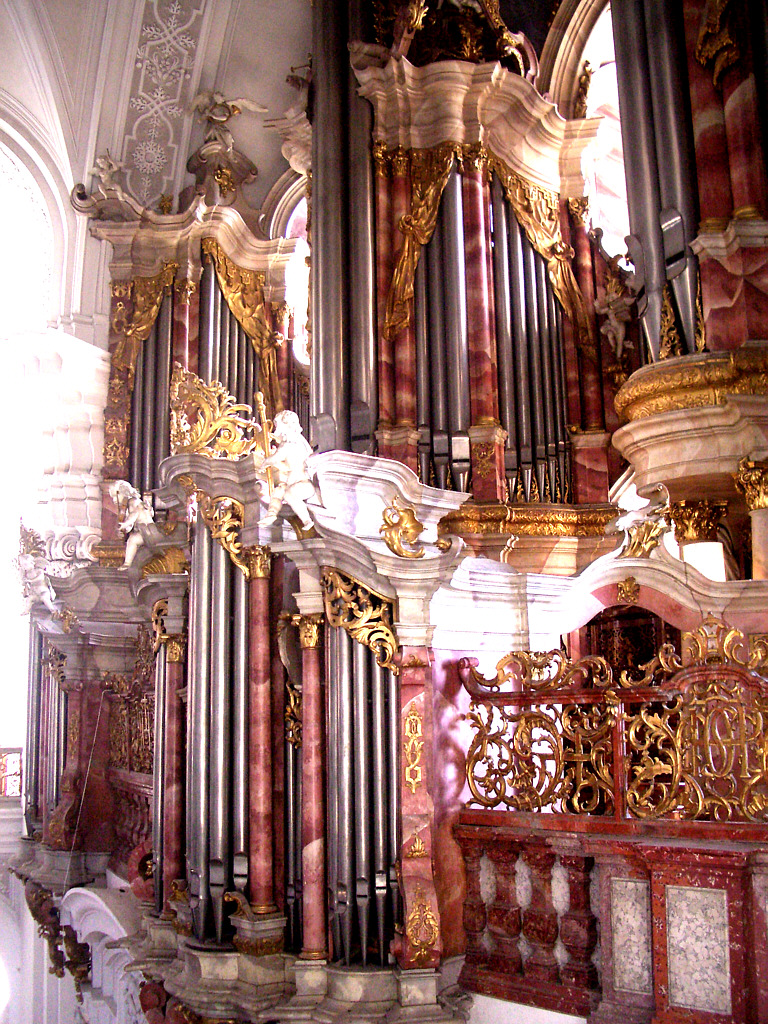
Gran orgue de Weingarten

Joseph Gabler (Ochsenhausen, 6 de juliol de 1700 – Bregenz, 8 de novembre de 1771) va ser un constructor d'orgues alemany.
La seva obra més famosa fou l'orgue de l'Abadia de Weingarten, acabat el 1750. Aquest orgue, posseïa 6.666 tubs i conta la tradició, que els monjos, admirats de la magnitud i perfecció de l'obra, regalaren a l'autor, sobre el preu contractat, tants florins com tubs posseïa l'instrument.